# Kap Adare
Das Kap Adare ist eine weitgehend eisfreie Landzunge am nordöstlichsten Ende der Adare-Halbinsel im ostantarktischen Viktorialand. Es markiert die Grenze zwischen dem östlich gelegenen Ross-Meer und der Somow-See im Westen sowie der Borchgrevink-Küste im Süden und Osten und der Pennell-Küste im Westen. Hinter dem Kap erheben sich die Admiralitätsberge. Kap Adare ist vulkanischen Ursprungs, das Gestein besteht aus dunklem Basalt. 480 km nordöstlich des Kap Adare befindet sich die Scott-Insel.
Das Kap Adare ist ein unter Betreuung des Commonwealth stehendes Schutzgebiet auf Grundlage der „Antarctic (Amendment) Regulations“ aus dem Jahr 2000, welche gemäß dem Antarktisvertrag erlassen wurden (Besonders geschütztes Gebiet der Antarktis ASPA-159: Kap Adare, Historische Stätte und Denkmal HSM-22: Hütte am Kap Adare).

## Entdeckung und Erforschung
Kap Adare war ein bedeutender Anlandungsplatz und wichtiges Basislager bei den frühen Antarktisexpeditionen. Der britische Polarforscher James Clark Ross entdeckte das Kap im Januar 1841 und benannte es nach seinem Freund Edwin Wyndham-Quin, 3. Earl of Dunraven and Mount-Earl (1812–1871), der von 1824 bis 1850 unter dem Höflichkeitstitel Viscount Adare bekannt war, einem Parlamentsabgeordneten für Glamorganshire und befreundet auch mit Daniel Dunglas Home.
Im Januar 1895 landeten die norwegischen Forscher Henryk Bull und Carsten Egeberg Borchgrevink auf Kap Adare, um Gesteinsproben zu sammeln. 
Borchgrevink kehrte im Jahr 1899 als Leiter der Southern-Cross-Expedition mit dem Schiff Southern Cross zurück und errichtete in der Robertson-Bucht beim Kap Adare zwei Hütten (eine 5 Meter mal 5 Meter große Holzhütte als Unterkunft, sowie einen Lagerschuppen) und 200 Meter entfernt ein Zelt, das als Wetter-Observatorium verwendet wurde. Dieses Camp Riley waren die ersten menschlichen Bauten auf dem Kontinent Antarktika. Die zehn Expeditionsteilnehmer überwinterten dort. Der erst 28-jährige Zoologe Nicolai Hanson starb und wurde am Kap begraben. Es war das erste Begräbnis auf dem Kontinent, das Grab musste mit Dynamit in das Gestein gesprengt werden. Auch ein Großteil der 75 mitgeführten Schlittenhunde kam um, entweder durch Mangelkrankheiten oder möglicherweise, weil sie den Expeditionsteilnehmern als Nahrung dienten, was damals nicht unüblich war. Die Expedition wurde im Januar 1900 wieder von der Southern Cross aufgenommen. Die Hütten (Historische Stätte und Denkmal HSM-22) werden heute vom neuseeländischen Antarctic Heritage Trust erhalten, sie wurden 1990 restauriert. Auch das Grab von Hanson samt Grabkreuz (Historische Stätte und Denkmal HSM-23) existiert noch. Die vorhandenen Artefakte wurden jedoch aus konservatorischen Gründen nach Neuseeland verbracht. (Lage von Camp Riley: 71° 18′ 0″ S, 170° 9′ 0″ O)
Mitglieder der Nordgruppe von Robert Falcon Scotts Terra-Nova-Expedition überwinterten 1911 und 1912 am Kap Adare. Sie errichteten ebenfalls eine Hütte, die heute jedoch verfallen ist.
Die am nächsten liegende Forschungsstation aus neuerer Zeit war die gemeinsam von Neuseeland und den USA betriebene Station Kap Hallett, 63 Meilen (101 Kilometer) südlich. Sie wurde von 1957 bis 1973 genutzt.
Heute machen zahlreiche Kreuzfahrten Station vor dem Kap Adare und besuchen die Expeditionsüberbleibsel.

## Ökologie
Am Ridley Beach 1,5 km südlich des Kap Adare befindet sich die weltgrößte Brutkolonie von Adeliepinguinen (über 250.000 Brutpaare). Untersuchungen von dort abgelagerten Pinguinknochen mittels Radiokohlenstoffmethode ergaben teilweise ein Alter von bis zu 38.000 Jahren, die ältesten jemals gefundenen Pinguinkoloniereste.

## Weitere Ereignisse
Der gigantische Eisberg B-15, der 2000 in der Antarktis vom Ross-Schelfeis abbrach, lief im Oktober 2005 am Kap Adare auf Grund und zerbrach in Einzelteile.
Im Februar 2007 havarierte nach einem unter Deck ausgebrochenen Großfeuer das japanische Walfang-Fabrikschiff Nisshin Maru im Ross-Meer etwa 100 Seemeilen vor dem Kap Adare.